# Чернокулово
Чернокулово — село в Юрьев-Польском районе Владимирской области России, входит в состав Симского сельского поселения.

## География
Село расположено на берегу реки Нерль в 11 км на северо-запад от центра поселения села Сима и в 33 км на северо-запад от райцентра города Юрьев-Польский.

## История
В 1759 году вместо сгоревшей в 1756 году деревянной церкви построена также деревянная церковь с колокольней. В 1875 году церковь и колокольня на средства прихожан были обновлены. В 1893 году приход состоял из: села и деревни Полозенка. Дворов в приходе 60, мужчин — 209, женщин — 209. В годы Советской Власти церковь была утрачена.
В конце XIX — начале XX века село входило в состав Симской волости Юрьевского уезда.
С 1929 года село входило в состав Нестеровского сельсовета Юрьев-Польского района, с 1965 года — в составе Симского сельсовета.

## Население
| 1859 |
| ---- |
| 251  |

| 1859 | 1905 | 2002 | 2010 | 2021 |
| ---- | ---- | ---- | ---- | ---- |
| 251  | ↗382 | ↘5   | ↘0   | →0   |